# Isla de Lamèque
La Isla de Lamèque (en francés: Île de Lamèque; en inglés: Lameque Island) es una isla canadiense en el golfo de San Lorenzo, en el extremo nororiental del condado de Gloucester de la provincia de Nuevo Brunswick.
La isla tiene un área de aproximadamente 150 km². Está separada de tierra firme de América del Norte en el sur. La isla está separada de Miscou por el norte con el Canal de Miscou, con ambas islas conformando el puerto de Miscou.